# John Rawls
John Rawls (født 21. februar 1921, død 24. november 2002) var en amerikansk politisk filosof og professor ved Harvard Universitet. Han er en af de mest indflydelsesrige politiske filosoffer i anden halvdel af det 20. århundrede; og med sin teori om Retfærdighed som fairness gav han et bud på en nyfortolkning af den traditionelle filosofiske kontraktteori. Hovedværket En teori om retfærdighed anses  derfor som et alternativ til datidens herskende politiske doktrin, utilitarismen, og bragte debat i den politiske filosofi.
Med John Rawls’ skelsættende værk måtte det filosofiske miljø reevaluere sin holdning til den politiske teori. Robert Nozick, kollega og kritiker af Rawls, udtrykte forholdet således: ”Political philosophers must now either work within Rawls’ theory or explain why not”
Også uden for de filosofiske kredse har værket gjort stort indtryk. I Skandinavien har teorien om retfærdighed fungeret som et forsvar for fordelingspolitikken i den såkaldte “universelle velfærdsmodel”. Rawls’ folkelige udbredelse bekræftes ved at man i Norge diskuterer olieformuens anvendelser med rawlsianske argumentationsmetoder.